# González (Cesar)
González es un municipio de Colombia, situado en el departamento de Cesar, al nordeste del país.

## Toponimia
Los antiguos nombres que recibió la región, entre otros posibles, fueron Loma de Indígenas, Loma de los Vientos, Loma de los Carates y Loma de los Garcias . En tiempos posteriores a la independencia pasó a llamarse Loma de González, posiblemente en referencia a la primera familia González del lugar.

## División Político-Administrativa
Además de su Cabecera municipal. González tiene bajo su jurisdicción los siguientes Centros poblados:
- Búrbura
- Culebrita
- Montera
- San Isidro

## Límites
Está rodeada por el departamento de Norte de Santander (separando el vecino municipio de Ocaña en dos) excepto por su parte sur
| Noroeste: El Carmen Norte de Santander                   | Norte: Convención Norte de Santander | Nordeste: Convención Norte de Santander                  |
| Oeste: Ocaña Norte de Santander (Corregimiento de Otare) |                                      | Este: Límite entre Convención y Ocaña Norte de Santander |
| Suroeste: Río de Oro                                     | Sur: Río de Oro                      | Sureste: Ocaña Norte de Santander                        |

## Movilidad
Está ubicado a 10 minutos en transporte terrestre del municipio de Ocaña del departamento de Norte de Santander, conectando el corregimiento de Otare con este último municipio al cual pertenece por jurisdicción y del departamento vecino, por la vía hacia Convención en el centro poblado Aguas Claras.

## Cultura
La leyenda de Leonelda y los indígenas búrburas esta ligada a la Loma de González y al Cerro de la Horca en Ocaña, a finales del siglo XVII.

## Estructura organizacional municipal
| González     | González    | González                   |
| Departamento | Código DANE | Categoría municipal (2024) |
| ------------ | ----------- | -------------------------- |
| Cesar        | 20310       | Sexta                      |

- Personería: Es un centro del Ministerio Público de Colombia que ejerce, vigila y hace control sobre la gestión de las alcaldías y entes descentralizados; velan por la promoción y protección de los derechos humanos; vigilan el debido proceso, la conservación del medio ambiente, el patrimonio público y la prestación eficiente de los servicios públicos, garantizando a la ciudadanía la defensa de sus derechos e intereses.

- Concejo Municipal: Es la suprema autoridad política del municipio. En materia administrativa sus atribuciones son de carácter normativo. También le corresponde vigilar y hacer control político a la administración municipal. Se regulan por los reglamentos internos de la corporación en el marco de la Constitución Política Colombiana (artículo 313) y las leyes, en especial la Ley 136 de 1994 y la Ley 1551 de 2012.

Constituido por 9 concejales por un periodo de 4 años.
- Alcaldía Municipal: En esta se encuentra la administración distrital y las entidades descentralizadas del municipio.

El alcalde se pronuncia mediante decretos y se desempeña como representante legal, judicial y extrajudicial del municipio. El alcalde municipal es Katherine Mora Rosado (2024-2027).

### Servicios públicos
- Energía Eléctrica: Centrales Eléctricas de Norte de Santander, (CENS) del grupo EPM, es la empresa prestadora del servicio de energía eléctrica.
- Gas Natural: Vanti es la empresa distribuidora y comercializadora de gas natural en el municipio.